# アウト・オブ・シャドウランド
『アウト・オブ・シャドウランド』は、2016年7月9日から2019年3月31日まで東京ディズニーシーのハンガーステージで公演されていたミュージカルショー。
音楽活動を休止していたアンジェラ・アキの活動再開の初仕事にして、ミュージカル音楽作家としての最初の本格的活動となる。アンジェラ・アキは主人公の少女メイが歌う楽曲など3曲の作詞を手掛けた。作曲はジーイーン・テオーリが手掛けている。
なお新ショー『ソング・オブ・ミラージュ』の導入に伴い、2019年3月31日に終了した。

## あらすじ
仲間とキャンプに来た内気な少女メイは、「影の世界」=「シャドウランド」に迷い込んでしまう。自分に自信がなく、引っ込み思案だったメイは、シャドウランドでのさまざまな体験を経て、自分の中に眠っていた積極性に目覚め、自信をつけ、シャドウランドを支配する邪悪なカゲドリを倒す。

## 公演データ
公演場所東京ディズニーシー ロストリバーデルタ ハンガーステージ
公演時間約25分
公演回数1日3回から6回公演
出演者数18人

## 楽曲
いずれも、作詞：アンジェラ・アキ、作曲：ジーイーン・テオーリ、ジョビー・タルボット
- 「Jungle Safari ジャングルサファリ」
- 「MOSHIKASHITE もしかして」
- 「True Self 本当の自分」